# Neurigona maculosa
Neurigona maculosa är en tvåvingeart som beskrevs av Stefan Naglis 2003. Neurigona maculosa ingår i släktet Neurigona och familjen styltflugor. Inga underarter finns listade i Catalogue of Life.